# Nakheel Tower
Al Burj foi o primeiro nome dado a este projeto, mais tarde alterado para Nakheel Harbour Tower. Era um projeto multibilionário imobiliário planejado em Dubai, nos Emirados Árabes Unidos, parte do esforço de um plano de urbanização denominado Dubai Waterfront. 
O início da construção se deu no mês de novembro de 2008. Através do Google Earth é possível comprovar que as obras no local foram iniciadas antes, provavelmente no início de 2008, já sendo possível identificar o formato circular.
Quando concluído, o projecto deveria conter a estrutura mais alta do mundo, a Nakheel Tower. A área abrangeria cerca de 270 hectares. O plano geral e desenvolvimento do projeto são baseados em princípios de design islâmico. A construção estava prevista durar mais de dez anos e terminar apenas em 2020. Seria substituída em 2027 pela Sky Vertical City Dubai também em Dubai - o projeto era de que a torre tivesse 2400 metros (8000 pés) de altura e 400 andares. Aprovado, esperava-se que em 2011 fosse iniciada a construção e pronta em 2027.
Oficialmente, foi divulgado apenas que a torre teria mais de 1 km de altura. De acordo com a Nakheel, teria mais de 200 andares e cerca de 200 elevadores. Quanto estivesse completo, seria o prédio mais alto do mundo, superando o Burj Dubai. 
Outras 40 torres de 300 a 400 metros de altura serão construídas em torno da torre. O desenvolvimento também incluiria parte do Canal da Arábia, pontes pedonais, e diversas formas de transportes públicos. Eram esperadas mais de 50 000 pessoas a viver no complexo quando concluído.
A crise global na economia de 2008 trouxe dúvidas se o projeto poderia ser levado adiante, especialmente por causa das dificuldades de acesso ao crédito da Nakheel. Em Comunicado à imprensa, a empresa reconheceu que passava por dificuldades, mas não pretende alterar o cronograma de construção da torre, reduzindo, para isso, a construção de outros projetos. Porém, em dezembro de 2009, o projeto foi cancelado devido aos problemas financeiros do Nakheel Group.